# Barcaldine Stones

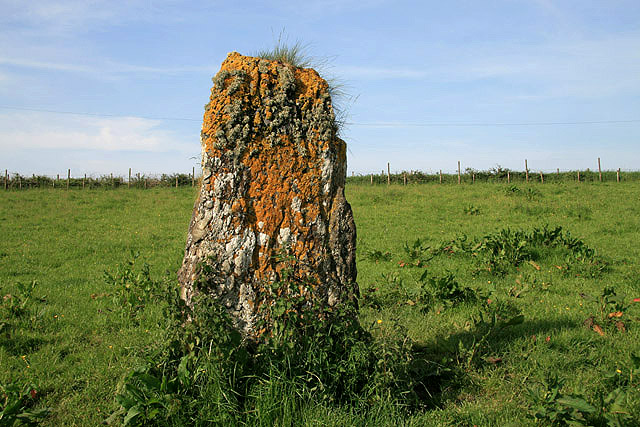
Barcaldine Stone

Die Barcaldine Stones sind zwei Menhire, (englisch Standing stones) westlich der A828, nördlich von Barcaldine bei Benderloch unweit vom Loch Creran in Argyll and Bute in Schottland stehen. 
Obwohl beide Steine zusammen stehen, befindet sich nur einer in situ, der andere wurde gegen den ersten gelehnt, nachdem er von seiner ursprünglichen Position entfernt worden war, um die Bodenbearbeitung zu erleichtern. Die Gegend ist reich an Menhiren aber auch an Clyde Tombs, zu denen derartige Steine auch gehört haben können. 
Der 1,7 m hohe unversetzte Stein ist rechteckig im Profil mit einer Breite von 0,85 m und einer Dicke von 0,2 m und hat eine Spitze. Der zweite Stein ist 1,6 m hoch, 0,6 m breit und 0,3 m dick.
Nahe der Castle Farm in Barcaldine steht ein weiterer spitzer, abgebrochener 2,1 m hoher Menhir. Dort liegen auch die Reste dreier Cairns. Eine Illustration von 1879 in Loch Etive and The Sons of Uisnach (deutsch „Loch Etive und die Söhne von Uisnach“), veröffentlicht von MacMillan & Co., zeigt die Überreste zweier Doppelkreise bei Barcaldine. Sie können Teil der drei Cairns sein, die etwa 170 Meter südöstlich der Castle Farm liegen.
Barcaldine Castle ist ein Wohnturm nördlich von Benderloch.